# 雙色石脂鯉
雙色石脂鯉，為輻鰭魚綱脂鯉目脂鯉亞目脂鯉科的其中一個種，為熱帶淡水魚，分布於南美洲奧里諾科河流域，體長可達11.9公分，棲息在底中層水域，生活習性不明。
种名 bicolor 意为“二色的”。